# Ивойлов, Виталий Владимирович
Виталий Владимирович Ивойлов — советский хозяйственный, государственный и политический деятель, Герой Социалистического Труда.

## Биография
Родился в 1930 году в Ярославской области. Член КПСС.
С 1950 года — на хозяйственной, общественной и политической работе. В 1950—1990 гг. — монтажник мостостроительного отряда № 5 мостостроительного треста № 9 Министерства транспортного строительства СССР, участник строительства мостов в Оренбургской области, на Урале, строитель моста через реку Лена в Якуриме.
Указом Президиума Верховного Совета СССР от 25 октября 1984 года присвоено звание Героя Социалистического Труда с вручением ордена Ленина и золотой медали «Серп и Молот».
Жил в Саратове. Умер 28 апреля 1998 года.